# Dreiband Grand Prix 1993/3
Der Dreiband Grand Prix 1993/3 war das 45. Turnier in dieser Disziplin des Karambolagebillards und fand vom 24. bis zum 28. Februar 1993 in Erfurt statt.
Das UMB/CEB-Turnier wurde als EUROPA-GRAND-PRIX ERFURT ausgetragen.

## Geschichte
Der Däne Tonny Carlsen gewann in Erfurt sein zweites Grand-Prix-Turnier. Im Finale bezwang er den Schweizer Andreas Efler mit 3:0 Sätzen. Das Spiel um Platz drei gewann Maximo Aguirre gegen Ben Velthuis mit 3:1 Sätzen.

## Turniermodus
Vor der Gruppenphase wurde eine Qualifikation gespielt. In der Qualifikation und in der Gruppenphase wurden zwei Gewinnsätze und ab dem Viertelfinale drei Gewinnsätze gespielt.

Bei MP-Gleichstand wurde in folgender Reihenfolge gewertet:
1. MP = Matchpunkte
2. SP = Satzpunkte
3. GD = Generaldurchschnitt
4. HS = Höchstserie

In der Gruppenphase zählte bei Punktgleichheit der direkte Vergleich.

## Vorrunde

### Gruppenphase
| Abschlusstabelle Gruppe A | Abschlusstabelle Gruppe A | Abschlusstabelle Gruppe A | Abschlusstabelle Gruppe A | Abschlusstabelle Gruppe A | Abschlusstabelle Gruppe A | Abschlusstabelle Gruppe A | Abschlusstabelle Gruppe A |
| Platz                     | Name                      | MP                        | SP                        | Pkte.                     | Aufn.                     | GD                        | HS                        |
| ------------------------- | ------------------------- | ------------------------- | ------------------------- | ------------------------- | ------------------------- | ------------------------- | ------------------------- |
| 1                         | Francis Connesson         | 4                         | 5:3                       | 104                       | 114                       | 0,912                     | 5                         |
| 2                         | Rainer Neff               | 4                         | 4:2                       | 79                        | 99                        | 0,798                     | 7                         |
| 3                         | Henk Habraken             | 4                         | 4:3                       | 92                        | 93                        | 0,989                     | 9                         |
| 4                         | Markus Möker              | 0                         | 0:6                       | 72                        | 114                       | 0,632                     | 4                         |

| Abschlusstabelle Gruppe B | Abschlusstabelle Gruppe B | Abschlusstabelle Gruppe B | Abschlusstabelle Gruppe B | Abschlusstabelle Gruppe B | Abschlusstabelle Gruppe B | Abschlusstabelle Gruppe B | Abschlusstabelle Gruppe B |
| Platz                     | Name                      | MP                        | SP                        | Pkte.                     | Aufn.                     | GD                        | HS                        |
| ------------------------- | ------------------------- | ------------------------- | ------------------------- | ------------------------- | ------------------------- | ------------------------- | ------------------------- |
| 1                         | Peter Thøgersen           | 6                         | 6:2                       | 107                       | 106                       | 1,009                     | 5                         |
| 2                         | Lennart Blomdahl          | 4                         | 4:3                       | 92                        | 92                        | 1,000                     | 7                         |
| 3                         | Gerhard Kostistansky      | 2                         | 3:5                       | 96                        | 112                       | 0,857                     | 6                         |
| 4                         | Johnny Møller             | 0                         | 3:6                       | 85                        | 99                        | 0,859                     | 8                         |

| Abschlusstabelle Gruppe C | Abschlusstabelle Gruppe C | Abschlusstabelle Gruppe C | Abschlusstabelle Gruppe C | Abschlusstabelle Gruppe C | Abschlusstabelle Gruppe C | Abschlusstabelle Gruppe C | Abschlusstabelle Gruppe C |
| Platz                     | Name                      | MP                        | SP                        | Pkte.                     | Aufn.                     | GD                        | HS                        |
| ------------------------- | ------------------------- | ------------------------- | ------------------------- | ------------------------- | ------------------------- | ------------------------- | ------------------------- |
| 1                         | Ben Velthuis              | 6                         | 6:1                       | 103                       | 105                       | 0,981                     | 9                         |
| 2                         | Kurt Ceulemans            | 4                         | 5:3                       | 114                       | 113                       | 1,009                     | 7                         |
| 3                         | Hans Laursen              | 2                         | 3:4                       | 79                        | 109                       | 0,725                     | 5                         |
| 4                         | Andreas Volbracht         | 0                         | 0:6                       | 37                        | 93                        | 0,434                     | 6                         |

| Abschlusstabelle Gruppe D | Abschlusstabelle Gruppe D | Abschlusstabelle Gruppe D | Abschlusstabelle Gruppe D | Abschlusstabelle Gruppe D | Abschlusstabelle Gruppe D | Abschlusstabelle Gruppe D | Abschlusstabelle Gruppe D |
| Platz                     | Name                      | MP                        | SP                        | Pkte.                     | Aufn.                     | GD                        | HS                        |
| ------------------------- | ------------------------- | ------------------------- | ------------------------- | ------------------------- | ------------------------- | ------------------------- | ------------------------- |
| 1                         | Louis Havermans           | 6                         | 6:2                       | 104                       | 81                        | 1,284                     | 9                         |
| 2                         | Christian Rudolph         | 4                         | 5:3                       | 102                       | 37                        | 1,522                     | 10                        |
| 3                         | Johann Schirmbrand        | 2                         | 3:4                       | 73                        | 79                        | 0,924                     | 7                         |
| 4                         | Robert van Dijk           | 0                         | 1:6                       | 43                        | 99                        | 0,434                     | 6                         |

| Abschlusstabelle Gruppe E | Abschlusstabelle Gruppe E | Abschlusstabelle Gruppe E | Abschlusstabelle Gruppe E | Abschlusstabelle Gruppe E | Abschlusstabelle Gruppe E | Abschlusstabelle Gruppe E | Abschlusstabelle Gruppe E |
| Platz                     | Name                      | MP                        | SP                        | Pkte.                     | Aufn.                     | GD                        | HS                        |
| ------------------------- | ------------------------- | ------------------------- | ------------------------- | ------------------------- | ------------------------- | ------------------------- | ------------------------- |
| 1                         | Andreas Efler             | 6                         | 6:1                       | 98                        | 89                        | 1,101                     | 10                        |
| 2                         | John Korte                | 2                         | 4:5                       | 103                       | 113                       | 0,912                     | 7                         |
| 3                         | Stany Buyle               | 2                         | 3:4                       | 78                        | 103                       | 0,757                     | 4                         |
| 4                         | Dieter Großjung           | 2                         | 2:5                       | 78                        | 89                        | 0,876                     | 7                         |

| Abschlusstabelle Gruppe F | Abschlusstabelle Gruppe F | Abschlusstabelle Gruppe F | Abschlusstabelle Gruppe F | Abschlusstabelle Gruppe F | Abschlusstabelle Gruppe F | Abschlusstabelle Gruppe F | Abschlusstabelle Gruppe F |
| Platz                     | Name                      | MP                        | SP                        | Pkte.                     | Aufn.                     | GD                        | HS                        |
| ------------------------- | ------------------------- | ------------------------- | ------------------------- | ------------------------- | ------------------------- | ------------------------- | ------------------------- |
| 1                         | Tonny Carlsen             | 6                         | 6:3                       | 123                       | 95                        | 1,295                     | 8                         |
| 2                         | Koen Ceulemans            | 4                         | 5:2                       | 102                       | 87                        | 1,172                     | 7                         |
| 3                         | Dion Nelin                | 2                         | 3:5                       | 85                        | 94                        | 0,904                     | 6                         |
| 4                         | Zoltan Kovac              | 0                         | 2:6                       | 73                        | 105                       | 0,695                     | 5                         |

| Abschlusstabelle Gruppe G | Abschlusstabelle Gruppe G | Abschlusstabelle Gruppe G | Abschlusstabelle Gruppe G | Abschlusstabelle Gruppe G | Abschlusstabelle Gruppe G | Abschlusstabelle Gruppe G | Abschlusstabelle Gruppe G |
| Platz                     | Name                      | MP                        | SP                        | Pkte.                     | Aufn.                     | GD                        | HS                        |
| ------------------------- | ------------------------- | ------------------------- | ------------------------- | ------------------------- | ------------------------- | ------------------------- | ------------------------- |
| 1                         | Maximo Aguirre            | 6                         | 6:1                       | 99                        | 90                        | 1,100                     | 6                         |
| 2                         | Raimond Burgman           | 4                         | 5:3                       | 100                       | 90                        | 1,111                     | 5                         |
| 3                         | Harald Thiele             | 2                         | 3:5                       | 80                        | 112                       | 0,714                     | 5                         |
| 4                         | Heinrich Löbe             | 0                         | 1:6                       | 65                        | 119                       | 0,546                     | 5                         |

| Abschlusstabelle Gruppe H | Abschlusstabelle Gruppe H | Abschlusstabelle Gruppe H | Abschlusstabelle Gruppe H | Abschlusstabelle Gruppe H | Abschlusstabelle Gruppe H | Abschlusstabelle Gruppe H | Abschlusstabelle Gruppe H |
| Platz                     | Name                      | MP                        | SP                        | Pkte.                     | Aufn.                     | GD                        | HS                        |
| ------------------------- | ------------------------- | ------------------------- | ------------------------- | ------------------------- | ------------------------- | ------------------------- | ------------------------- |
| 1                         | Dick van Uum              | 4                         | 5:2                       | 100                       | 92                        | 1,087                     | 8                         |
| 2                         | Erling Sjørup             | 4                         | 4:2                       | 77                        | 71                        | 1,085                     | 7                         |
| 3                         | Edgar Bettzieche          | 4                         | 4:3                       | 86                        | 99                        | 0,869                     | 7                         |
| 4                         | Ralf Reusche              | 0                         | 0:6                       | 33                        | 84                        | 0,393                     | 4                         |

## Endrunde

### K.-o.-Phase
Im Folgenden ist der Turnierbaum der Finalrunde aufgelistet. Legende: 1. Satz/2. Satz/3. Satz/4. Satz/5. Satz/(ED)

|  | Viertelfinale 3 GS bis 15 | Viertelfinale 3 GS bis 15 |                     |                    | Halbfinale 3 GS bis 15         | Halbfinale 3 GS bis 15 |  |  | Finale 3 GS bis 15 | Finale 3 GS bis 15 |
|  |                           |                           |                     |                    |                                |                        |  |  |                    |                    |
|  |                           |                           |                     |                    |                                |                        |  |  |                    |                    |
|  | Maximo Aguirre            | 15/15/15(1,125)           |                     |                    |                                |                        |  |  |                    |                    |
|  | Maximo Aguirre            | 15/15/15(1,125)           |                     |                    |                                |                        |  |  |                    |                    |
|  | Dick van Uum              | 12/5/13(0,811)            |                     |                    |                                |                        |  |  |                    |                    |
|  | Dick van Uum              | 12/5/13(0,811)            | Maximo Aguirre      | 7/12/12(1,550)     |                                |                        |  |  |                    |                    |
|  |                           |                           | Maximo Aguirre      | 7/12/12(1,550)     |                                |                        |  |  |                    |                    |
|  |                           | Tonny Carlsen             | 15/15/15(2,142)     |                    |                                |                        |  |  |                    |                    |
|  | Tonny Carlsen             | Tonny Carlsen             | 15/15/15(2,142)     | 15/15/15(1,125)    |                                |                        |  |  |                    |                    |
|  | Tonny Carlsen             |                           |                     | 15/15/15(1,125)    |                                |                        |  |  |                    |                    |
|  | Louis Havermans           | 11/4/8(0,590)             |                     |                    |                                |                        |  |  |                    |                    |
|  |                           |                           | Tonny Carlsen       | 15/15/15(1,800)    |                                |                        |  |  |                    |                    |
|  |                           |                           |                     | Andreas Efler      | 5/5/9(0,826)                   |                        |  |  |                    |                    |
|  | Andreas Efler             | 15/15/15(1,324)           |                     |                    |                                |                        |  |  |                    |                    |
|  | Peter Thøgersen           | 9/10/4(0,719)             |                     |                    |                                |                        |  |  |                    |                    |
|  | Peter Thøgersen           | 9/10/4(0,719)             | Andreas Efler       | 8/15/11/14(1,142)  |                                |                        |  |  |                    |                    |
|  |                           |                           | Andreas Efler       | 8/15/11/14(1,142)  | Spiel um Platz 3 (3 GS bis 15) |                        |  |  |                    |                    |
|  |                           | Ben Velthuis              | 15/15/9/9/12(1,071) |                    |                                |                        |  |  |                    |                    |
|  | Francis Connesson         | Ben Velthuis              | 15/15/9/9/12(1,071) | 8/15/6/15/9(1,205) | Maximo Aguirre                 | 15/5/15/15(1,429)      |  |  |                    |                    |
|  | Francis Connesson         |                           |                     | 8/15/6/15/9(1,205) | Maximo Aguirre                 | 15/5/15/15(1,429)      |  |  |                    |                    |
|  | Ben Velthuis              | 15/5/15/5/15(1,222)       |                     | Ben Velthuis       | 11/15/6/9(1,206)               |                        |  |  |                    |                    |
|  | Ben Velthuis              | 15/5/15/5/15(1,222)       |                     |                    | 11/15/6/9(1,206)               |                        |  |  |                    |                    |
|  |                           |                           |                     |                    |                                |                        |  |  |                    |                    |

## Abschlusstabelle
| MP    | Match Points (Sieger = 2; Unentschieden = 1; Verlierer = 0) |
| Pkte. | Erzielte Karambolagen                                       |
| Aufn. | Benötigte Versuche                                          |
| GD    | Generaldurchschnitt                                         |
| BED   | Bester Einzeldurchschnitt eines Spielers                    |
| HS    | Höchstserie                                                 |
|       | Bester GD des Turniers                                      |
|       | Bester ED des Turniers                                      |
|       | Beste HS des Turniers                                       |
|       | 1. Platz (Gold)                                             |
|       | 2. Platz (Silber)                                           |
|       | 3. Platz (Bronze)                                           |

| Phase           | Platz | Name              | MP | SP    | Pkte | Aufn. | GD    | BED   | HS | RP |
| --------------- | ----- | ----------------- | -- | ----- | ---- | ----- | ----- | ----- | -- | -- |
| Finale          | 1     | Tonny Carlsen     | 12 | 15:12 | 258  | 181   | 1,428 | 2,142 | 8  | 18 |
| Finale          | 2     | Andreas Efler     | 10 | 12:7  | 226  | 202   | 1,119 | 1,324 | 10 | 14 |
| Halb- finale    | 3     | Maximo Aguirre    | 10 | 12:7  | 225  | 185   | 1,216 | 1,429 | 8  | 11 |
| Halb- finale    | 4     | Ben Velthuis      | 8  | 12:7  | 259  | 240   | 1,079 | 1,222 | 9  | 9  |
| Viertel- finale | 5     | Peter Thøgersen   | 6  | 6:2   | 130  | 138   | 0,942 | -     | 6  | 7  |
| Viertel- finale | 6     | Louis Havermans   | 6  | 6:2   | 127  | 120   | 1,058 | -     | 9  | 6  |
| Viertel- finale | 7     | Dick van Uum      | 4  | 5:2   | 130  | 129   | 1,008 | -     | 8  | 5  |
| Viertel- finale | 8     | Francis Connesson | 4  | 7:5   | 157  | 158   | 0,994 | -     | 6  | 4  |
| Gruppen- phase  | 9     | Koen Ceulemans    | 4  | 5:2   | 102  | 87    | 1,172 | -     | 7  | 3  |
| Gruppen- phase  | 10    | Kurt Ceulemans    | 4  | 5:3   | 114  | 113   | 1,009 | -     | 7  | 3  |
| Gruppen- phase  | 11    | Christian Rudolph | 4  | 5:3   | 102  | 37    | 1,522 | -     | 10 | 3  |
| Gruppen- phase  | 12    | Raimond Burgman   | 4  | 5:3   | 100  | 90    | 1,111 | -     | 5  | 3  |
| Gruppen- phase  | 13    | Rainer Neff       | 4  | 4:2   | 79   | 99    | 0,798 | -     | 7  | 2  |
| Gruppen- phase  | 14    | Erling Sjørup     | 4  | 4:2   | 77   | 71    | 1,085 | -     | 7  | 2  |
| Gruppen- phase  | 15    | Lennart Blomdahl  | 4  | 4:3   | 92   | 92    | 1,000 | -     | 7  | 2  |
| Gruppen- phase  | 16    | John Korte        | 2  | 4:5   | 103  | 113   | 0,912 | -     | 7  | 2  |